# ۹۶۷۶ ایکمان
سیارک ۹۶۷۶ (به انگلیسی: 9676 Eijkman، نامگذاری:2023P-L) نه هزار و ششصد و هفتاد و ششمین سیارک کشف شده‌است که در ۲۴ سپتامبر ۱۹۶۰ کشف شد.
قدر مطلق سیارک برابر ۱۳٫۵۰ است.